# George Layton
George Layton (właśc. George Lowy; ur. 2 marca 1943 w Bradford) – brytyjski aktor, scenarzysta, reżyser i pisarz. Najszerszą popularność zdobył za sprawą swoich ról w telewizyjnych serialach komediowych z lat 70., w szczególności Doctor in the House oraz It Ain’t Half Hot Mum.

## Życiorys

### Młodość
Pochodzi z rodziny o żydowskich i niemieckich korzeniach. Ukończył studia aktorskie w najbardziej renomowanej brytyjskiej szkole teatralnej, Royal Academy of Dramatic Art w Londynie. W 1964 zadebiutował w telewizji, w spektaklu The Other Man emitowanym w ramach cyklu Play of the Week, zbliżonego ideą do polskiego Teatru Telewizji. Jako młody aktor pojawiał się w gościnnych rolach w wielu popularnych serialach, m.in. w jednej z wczesnych odsłon Doktora Who.

### Kariera aktorska
W 1969 został obsadzony w serialu Doctor in the House, będącym adaptacją książek Richarda Gordona dokonaną przez grupę młodych scenarzystów komediowych, wśród których znaleźli się m.in. John Cleese i Graham Chapman. Layton grał tam Paula Colliera, lubiącego imprezować studenta medycyny. Występował również w kolejnych serialach na podstawie prozy Gordona, w których bohaterowie są już młodymi lekarzami. W 1971 dołączył do zespołu scenarzystów tej produkcji, pisząc w parze z Jonathanem Lynnem. Początkowo nie chciał zdradzać kolegom z obsady, że pisze ich dialogi, wobec czego używał jako scenarzysta pseudonimu Oliver Fry. Duet scenopisarski Lynn – Layton okazał się trwały. Obaj autorzy pracowali wspólnie jeszcze przy kilku innych popularnych serialach komediowych
W 1974 Layton otrzymał swoją drugą najbardziej znaną rolę, w serialu It Ain’t Half Hot Mum, którego autorami byli scenarzyści starsi od niego o pokolenie, Jimmy Perry i David Croft. Layton grał tam kaprala artylerii brytyjskiej, który w czasie II wojny światowej dowodzi polowym zespołem artystycznym służących w Indiach. Opuścił tę produkcję po dwóch seriach, co wytłumaczono fabularnie faktem, iż jego bohater został zdemobilizowany. Równolegle grywał w filmach, m.in. w komedii Cała naprzód: Rzymski camping.
Ponadto przez całe swoje życie Layton regularnie pracował w teatrze, zarówno jako aktor, jak i reżyser.

### Scenariusze i książki
Począwszy od końca lat 70. Layton pisał seriale komediowe już zupełnie samodzielnie. Do jego najważniejszych dzieł zaliczane są Don’t Wait Up (1983–1990), ukazujący małżeńskie perypetie wielopokoleniowej rodziny lekarzy, oraz Executive Stress (1986-1988), skupiający się na problemach kobiet łączących pracę zawodową z wychowywaniem dzieci. W latach 90. i 2000. wydał trylogię zbiorów opowiadań, The Swap and Other Stories, The Fib and Other Stories oraz The Trick and Other Stories, których fabuła opiera się na jego własnych doświadczeniach dorastania w latach 50. Książki te zostały wpisane na listę lektur czytanych przez młodzież w wielu brytyjskich szkołach.